# Березень 2002
Березень 2002 — третій місяць 2002 року, що розпочався у п'ятницю 1 березня та закінчився у неділю 31 березня.

## Події
- 1 березня — цей день вперше за одинадцять років випадає на п'ятницю.
- 2 березня —  27-та церемонія вручення нагород премії «Сезар».
- 31 березня — Великодень.